# Moritz Lauwereyns
Moritz Lauwereyns (* 25. November 1994) ist ein belgischer Poolbillardspieler.

## Karriere
Im Juli 2012 gewann Moritz Lauwereyns bei der Jugend-Europameisterschaft die Bronzemedaille im 10-Ball und wurde im Finale gegen den Zyprioten Berk Mehmetcik Junioren-Europameister im 8-Ball.
Bei der Junioren-Weltmeisterschaft erreichte er das Halbfinale und unterlag dort Tobias Bongers mit 7:9.
Im April 2013 nahm er erstmals an der Herren-Europameisterschaft teil und zog im 14/1 endlos ins Achtelfinale ein, das er mit 9:125 gegen den Österreicher Albin Ouschan verlor. Im 8-Ball gelangte er in die Runde der letzten 32.
Bei der EM 2014 erreichte Lauwereyns das Viertelfinale im 14/1 endlos, das er jedoch mit 0:125 gegen Tomasz Kapłan verlor, und das Sechzehntelfinale im 10-Ball. Wenige Wochen später wurde er beim Deurne City Classic Dritter im 9-Ball.
Moritz Lauwereyns wurde dreimal belgischer Meister der Herren.
2013 bildete Lauwereyns gemeinsam mit Serge Das das belgische Team beim World Cup of Pool, das jedoch bereits in der ersten Runde ausschied.